# Élections législatives cubaines de 1993
Des élections législatives se tiennent à Cuba le 24 février 1993. Il s'agit de renouveler l'ensemble des membres de l'Assemblée nationale du pouvoir populaire. Pour la première fois depuis la Révolution, l'élection se déroule au suffrage universel direct. Précédemment, les députés de l'Assemblée nationale étaient élus par les conseils municipaux. Cette modification de la loi électorale a été adoptée « à la suite de larges consultations et sur la base d'une résolution du 4e congrès du Parti communiste cubain ».

## Système électoral
Les personnes qui se souhaitent se porter candidates doivent déposer leur candidature auprès de la Commission nationale des candidatures. Parmi les quelque 60 000 candidatures reçues, la Commission en sélectionne 589, soit autant qu'il y a de sièges à pourvoir à l'Assemblée. Les candidats retenus sont tous membres du Parti communiste. Les citoyens sont invités à voter pour ou contre les candidats proposés. Ils peuvent approuver l'ensemble des candidats pour leur circonscription, ou bien uniquement certains d'entre eux, ou bien aucun. Un candidat est élu s'il recueille au moins 50 % de suffrages favorables.

## Contexte et campagne
L'élection se déroule « dans un contexte de crise socio-économique résultant de l'embargo continu imposé par les États-Unis à Cuba, ainsi que des mesures d'austérité adoptées par le Gouvernement pour relancer l'économie chancelante ». L'Union soviétique, disparue en 1991, ne peut plus soutenir l'économie cubaine.
Il n'y a pas de campagne électorale à proprement parler. Les candidats ne sont pas autorisés à exprimer de promesses électorales à titre individuel. Des groupes de dissidents incitent les citoyens à voter contre l'ensemble des candidats proposés ; en réponse, les autorités organisent une campagne de porte à porte pour encourager les électeurs à voter pour ces candidats.

## Résultats
Les autorités annoncent un taux de participation de 99,57 %. L'ensemble des candidats sont déclarés élus, ayant tous été approuvés par au moins 50 % des votants dans leur circonscription. Les résultats sont les suivants :
| Type de bulletin                                                     | Voix      | %       |
| -------------------------------------------------------------------- | --------- | ------- |
| Bulletins favorables à tous les candidats                            | 6 939 894 | 88,38 % |
| Bulletins favorables à certains candidats uniquement                 | 360 735   | 4,59 %  |
| Bulletins défavorables à l'ensemble de candidats (ou bulletins nuls) | 551 686   | 7,03 %  |

La nouvelle Assemblée élit à sa présidence le Ministre des Affaires étrangères sortant, Ricardo Alarcòn de Quesada. L'Assemblée élit également le Conseil d'État, avec à sa tête Fidel Castro. Celui-ci cumule ainsi les fonctions de chef du gouvernement, chef de l'État, et premier secrétaire du Parti communiste.